# Euryméduse
 (décembre 2018).
Si vous disposez d'ouvrages ou d'articles de référence ou si vous connaissez des sites web de qualité traitant du thème abordé ici, merci de compléter l'article en donnant les références utiles à sa vérifiabilité et en les liant à la section « Notes et références ».
Euryméduse est une femme qui a été séduite par Zeus apparu sous la forme d'une fourmi,. C'est la princesse de Phthie et la mère de Myrmidon, ancêtre des Myrmidons.